# 能达商务区站
能达商务区站是南通轨道交通1号线的地铁车站，位于中华人民共和国江苏省南通市崇川区通盛大道与宏兴路交叉口地下，位于南通经济技术开发区中央商务区，于2022年11月10日开通。

## 车站结构
能达商务区站沿通盛大道设置，呈南北走向，车站长202米，净宽19.7米，为地下两层岛式站台车站。车站地下一层为站厅层，地下二层为站台层。
| 地面              | 出入口 | 1-4出入口                                                                                             |
| 地下一层          | 站厅   | 客服中心、自动售票机、验票机                                                                          |
| 地下二层          | 站台层 | \| \| \| 1号线往平潮（紫琅湖） \| \| 島式 · 開左邊车门 \| \| \| \| \| \| 1号线往振兴路（航运学院） \| |
|                   |        | 1号线往平潮（紫琅湖）                                                                                 |
| 島式 · 開左邊车门 |        | |
|                   |        | 1号线往振兴路（航运学院）                                                                             |

## 车站出口
能达商务区站共设4个出口，各出口及周围设施如下所示：
| 编号                | 周边信息                                                                     | 照片 | 无障碍设施 |
| ------------------- | ---------------------------------------------------------------------------- | ---- | ---------- |
| 1 · 出口            | 宏兴东路，通盛大道，景微路，曹家埭路，云樾东方                               |      | 不適用     |
| 2 · 出口            | 宏兴东路，通盛大道，景微路，曹家埭路，创兴路，中兴兰溪荟，兰溪商业中心       |      | 不適用     |
| 3 · 出口            | 通盛大道，宏兴路，长虹路，长通路，能达中央公园，南通市能达小学               |      | 不適用     |
| 4 · 出口 · （设有） | 宏兴路，通盛大道，长虹路，长通路，长生路，能达大厦，南通经济技术开发区管委会 |      |            |
| 图例： 设有         |                                                                              |      |            |

## 接驳交通

### 公交车
- 宏兴路通盛大道东：95路
- 通盛大道宏兴路口：机场专线688路

## 车站历史
该站规划与建设时名称为宏兴路站，开通前更名为能达商务区站，其南侧规划名为能达商务区站的相邻车站被命名为航运学院站。
- 2019年6月1日，车站主体结构封顶[5]。
- 2022年11月10日，随1号线一期工程通车一同开通[1]。